# Alien vs Predator (computerspel uit 1994)
Alien vs Predator (ook wel Avp) is een computerspel dat werd ontwikkeld door Rebellion Developments en uitgeven door Atari. De first-person shooter kwam in 1994 uit voor de Atari Jaguar. Het spel speelt zich af op het Colonial Marine Training base en bevat vijf levels.
In het spel kan de speler kiezen uit drie karakters: die van Alien, Predator of Marinier, elk met een eigen scenario en wapenuitrusting.

## Ontvangst
Het spel kreeg overwegend positieve kritiek en werd in 1994 ook enkele malen uitgeroepen tot spel van het jaar.
| Beoordeeld door                      | Jaar | Score |
| ------------------------------------ | ---- | ----- |
| myatari                              | 2000 | 100%  |
| GameFan Magazine                     | 1994 | 98%   |
| The Atari Times                      | 2001 | 95%   |
| neXGam                               | 2004 | 94%   |
| The Video Game Critic                | 2000 | 91%   |
| Video Games & Computer Entertainment | 1994 | 90%   |
| Game Players                         | 1994 | 90%   |
| Video Games                          | 1994 | 90%   |
| All Game Guide                       | 1998 | 90%   |
| Electric Playground                  | 2001 | 90%   |

## Trivia
- Dit spel kent ook twee computerspellen met dezelfde naam voor Super Nintendo Entertainment System (SNES) en arcade, deze versies zijn echter volledig anders.